# Jaapiella pilosellae
Jaapiella pilosellae är en tvåvingeart som beskrevs av Sylven 1998. Jaapiella pilosellae ingår i släktet Jaapiella och familjen gallmyggor. Inga underarter finns listade i Catalogue of Life.